# JIS X 0213
Le JIS X 0213 est un standard industriel japonais (JIS : Japanese Industrial Standard) définissant un codage des caractères utilisé pour le traitement informatique du texte en langue japonaise. C’est une extension de la norme JIS X 0208. Il est établi en 2000, pour être ensuite révisé en 2004 et 2012. Il définit plusieurs codages à 7 ou 8 bits dont notamment EUC-JIS-2004, ISO-2022-JP-2004 et Shift JIS-2004, ainsi que leurs caractères correspondants de l’ISO/CEI 10646 (Unicode).